# Fundacja Władysława Reymonta
Fundacja Władysława Reymonta (ang.: The W. Reymont Foundation) – fundacja założona 3 kwietnia 1970 roku. Głównym celem fundacji jest propagowanie kultury polskiej w Kanadzie. W 2020 roku prezesem fundacji był Kazimierz Chrapka. 

## Cele i przyznawane fundusze
Do zadań fundacji należą: propagowanie kultury polskiej i polskiego dziedzictwa narodowego w Kanadzie (zwłaszcza wśród Polonii). Fundacja przyznaje stypendia dla studentów polskiego pochodzenia (żeby otrzymać stypendium studenci muszą także posiadać obywatelstwo lub prawo stałego pobytu w Kanadzie), organizuje konkursy recytatorskie, przyznaje zapomogi dla polonijnych studentów w trudnej sytuacji finansowej, udziela pomocy organizacjom polonijnym oraz sponsoruje wiele imprez związanych z szerzeniem polskiej kultury w Kanadzie.